# Conversation russe
Conversation russe (en russe : Русская бесѣда, Rousskaïa besseda)  est une revue de tendance slavophile et patriotique, publiée à Moscou de 1856 à 1860 par Aleksandr Kochelev (ru), rédacteur en chef. La rédaction est composée au début de Terti Filippov (ru), puis de Piotr Bartenev (ru), Mikhaïl Maximovitch  et Ivan Aksakov. 

## Historique
La périodicité est au départ de quatre numéros par an. Elle passe en 1859 à six, et retombe en 1860 à 2xdeux par année. La revue est imprimée dans l'imprimerie d'Alexandre Semen. Le censeur était Nikolaï von Krousé (ru) les trois premières années, puis en 1859 Aleksandr Drachoussov (ru). Les actionnaires de la publication, A. I. Koxhelev, Iouri Samarinen , Alekseï Khomiakov et Vladimir Tcherkasski (ru), composent le comité de rédaction. La revue a six rubriques, Littérature, Science, Critique, Commentaires, Mélanges et Biographies. 
Constantin Aksakov, Ivan Beliaïev (ru) Aleksandr Hilferding et Nikita Guiliarov-Platonov (ru) contribuent à Conversation russe.  La revue promouvait les idées des slavophiles : défense de l'autocratie, convocation des assemblées de zemstvo, réformes (liberté de la presse, abolition de la peine de mort, etc.).
Dans un supplément spécial consacré à la question paysanne, le magazine préconise l'abolition du servage et le rachat des terres et leur propriété communautaire, en tant que principe conservateur de l'organisation sociale russe ; il se dit confiant dans la possibilité d'une solution juste et raisonnable au problème de la question paysanne. 
La revue ne réussit pas à avoir un lectorat important. Selon Ivan Aksakov, elle est principalement lue par des prêtres, et ne suscite pas l'intérêt de la jeunesse et l'intelligentsia démocratique. En conséquence, en 1860, Conversation russe cesse de paraître. 